# Абросенки
Абросенки — деревня в Зуевском районе Кировской области.

## География
Находится на правобережье реки Чепца на расстоянии примерно 9 километров по прямой на север от районного центра города Зуевка.

## История
Упоминается с 1764 года, когда здесь (на то время деревня Оверинская) было учтено 45 жителей. В 1873 году учтено было дворов 16 и жителей 119, в 1905 26 и 222, в 1926 52 и 291, в 1950 39 и 234 соответственно. В 1989 году учтено 29 жителей. 

## Население
Постоянное население  составляло 16 человек (русские 100%) в 2002 году, 10 в 2010.